# 少女ひとり (曲)
「少女ひとり」（しょうじょひとり）は、内田喜郎の楽曲。ABC・TBS系テレビドラマ系『新十郎捕物帖・快刀乱麻』(1973/10-1974/03)主題歌。

## 概要
- なお、同曲はシングル化されておらず、歌い方もテレビで流れていたものとは異なっている。

- 1973年版は、ドラマの視聴率が10%を超えたらレコード化される予定だったが、満たなかったため、シングルレコード化は果たせなかった。

- 2番の歌詞が後述のCDでは「瓶が割れる」となっているが、正しくは「鐘が割れる」である。

- ソニー・ミュージックダイレクトより発売のCD「ちょんまげ天国 in DEEP」（MHCL289〜90）にも収録。ただし、表記は「内田善郎」となっている。作詞家も「佐々木勉」となっているが「佐々木守」が正しい。

- 2022年時点、テレビドラマ使用時(ジャニーズ事務所 在籍時)のバージョンは未CD化。

## 作者
- 作詞：佐々木守
- 作曲：都倉俊一